# 卢基乌斯·安东尼 (马克·安东尼的孙子)
卢基乌斯·安东尼（拉丁语：Lucius Antonius，约前20年~25年）古罗马著名平民氏族安东尼氏族的成员。
卢基乌斯·安东尼是尤卢斯·安东尼与克劳迪娅·马尔凯拉的长子，马克·安东尼的最年长的孙子。从亲属关系上看，他是其祖父的宿敌、罗马帝国的建立者奥古斯都的甥孙。他的同辈兄弟姐妹还有盖乌斯·安东尼和尤拉·安东尼娅。
卢基乌斯·安东尼生于罗马城，并在那里接受教育。在他出生的时候，他的祖父马克·安东尼去世已有十年，其家族也早已失势。大约在公元前2年，卢基乌斯的父亲尤卢斯·安东尼又被指控与奥古斯都皇帝之女大尤利娅通奸，并因此被判死刑。尚不清楚这指控是否是奥古斯都的政治阴谋。尤卢斯·安东尼可能在行刑之前自杀，其子卢基乌斯·安东尼遭到流放。
卢基乌斯·安东尼在流放中受到很好的对待。他被送往今法国境内的城市马赛，后在那里研究法律，并曾担任裁判官等重要职务。
卢基乌斯·安东尼终身未婚。他于公元25年去世，罗马当局为他举行了隆重的葬礼。

## 资料来源
- 塔西佗，《编年史》
- 苏埃托尼乌斯，《十二恺撒传》